# Emilio Santillo
Emilio Santillo (Santa Maria Capua Vetere, 29 novembre 1917 – Roma, 15 febbraio 1981) è stato un poliziotto italiano, ispettore generale di Pubblica sicurezza.

## Biografia
Entrò in polizia come commissario di Pubblica sicurezza.
Diresse la squadra mobile della questura di Roma negli anni '60.
Nel 1969 fu promosso questore di Reggio Calabria, e lo restò durante la rivolta di Reggio del 1970. Nel settembre 1972 divenne questore di Genova, e nel dicembre 1973 di Torino.
Quando fu istituito nel 1974 l'Ispettorato generale per l'azione contro il terrorismo (IGAT), che assumeva il ruolo di struttura eminentemente operativa alle dirette dipendenze del capo della Polizia, fu posto al vertice Emilio Santillo, nominato prefetto. A Roma i suoi uomini sgominarono i Nuclei armati proletari. Una delle operazioni dell'Ispettorato fu il secondo arresto di Renato Curcio, fondatore delle Brigate Rosse nel 1976.
In quegli anni collaborò con l'altro principale investigatore dell'antiterrorismo, il generale dei carabinieri Carlo Alberto dalla Chiesa. Fu Santillo che ideò, su indicazione dell'allora ministro dell'interno Francesco Cossiga, i NOCS.
All'inizio del 1978 l'Ispettorato (che già aveva cambiato nome in Servizio di Sicurezza) viene sciolto e Santillo venne nominato vice capo vicario della polizia. Indicato come possibile direttore dei nuovi servizi segreti civili (Sisde), gli fu preferito Giulio Grassini poi risultato iscritto alla P2. Morì nel 1981.